# استفتاء وضع جزر ماريانا الشمالية 1969
تم إجراء استفتاء حول وضع الجزر في جزر ماريانا الشمالية في 9 نوفمبر 1969.  للمرة الرابعة منذ عام 1958 ، حيث أيد غالبية الناخبين الاندماج مع غوام . ورغم ذلك ، تم رفض استفتاء عقد في غوام في 4 نوفمبر بشأن الاندماج مع جزر ماريانا الشمالية من قبل 58٪ من الناخبين في غوام. 

## خلفية
وتم وضع استفتاءات سابقة بشأن الاندماج مع غوام أو وضع الجزر في أعوام 1958 و 1961 و 1963 . في كل مناسبة كانت الأغلبية تؤيد الاندماج. ومع ذلك ، ظل الاقتراح دون تنفيذ.
تم تنظيم استفتاء عام 1969 من قبل جهة البرلمان المحلي ، وتم إجراؤه قبل زيارة لجنة الأمم المتحدة في أوائل عام 1970. 

## نتائج
تم منح الناخبين خمسة خيارات: 
1. هل تريد أن تصبح مواطنًا أمريكيًا ضمن الإطار السياسي لإقليم غوام؟
2. هل تريد الاستقلال
3. هل تريد أن تصبح إقليمًا غير مدمج بالولايات المتحدة؟
4. هل تريد الارتباط بالولايات المتحدة؟
5. أي شكل آخر من أشكال الحكومة تريد؟

| خيار                                        | الأصوات | ٪     |
| ------------------------------------------- | ------- | ----- |
| التكامل مع غوام                             | 1،942   | 60.82 |
| الارتباط الحر مع الولايات المتحدة الأمريكية | 1،116   | 34.95 |
| إقليم غير مدمج بالولايات المتحدة الأمريكية  | 107     | 3.35  |
| استقلال                                     | 19      | 0.59  |
| حالة أخرى                                   | 9       | 0.28  |
| أصوات غير صالحة / فارغة                     | 40      | -     |
| مجموع                                       | 3233    | 100   |
| الناخبون المسجلون / الاقبال                 | 4،954   | 65.26 |
| المصدر: Direct Democracy                    |         |       |